# Csendélet hagymákkal
A Csendélet hagymákkal (Nature morte aux oignons) Paul Cezanne 1896 és 1898 között készített festménye.
A csendélet mint képtípus egyaránt illett Cezanne jelleméhez és munkamódszereihez, és egész életében foglalkoztatta őt. Cezanne, csakúgy, mint a holland és a spanyol festőiskola tagjai, érzékeny volt a mindennapi tárgyakban rejlő költészetre. De művészetére elsősorban Jean-Baptiste Siméon Chardin, nem pedig Vermeer, Francisco de Zurbarán vagy Goya hatott. Chardin csendéleteitől a mélység illúziójának megteremtését tanulta el, amelyet elődje a vízszintes horizonttól eltérő szögben ábrázolt eszközök elhelyezésével oldott meg. Ezt a technikát már Édouard Manet is elleste.
Ezt a feladatot a kés látja el ezen a képen. Mellette látható még egy palack, egy pohár és egy tányér. A hagymák gömbölyű formája jól megfelelt Cezanne-nak a tömeg ábrázolására irányuló kísérleteihez. Cezanne-t a tárgyak elrendezése, a tér használata, a fény és a formák kölcsönhatása érdekelte leginkább. Idősebb korában, csakúgy, mint ezen a festményen, gyakran használt drapériákat a díszítő hatás növelése érdekében, amivel elkerülte, hogy a kompozíció szigorúan rendezettnek tűnjön. A kompozíció háttere teljesen üres, semleges, ami megkülönbözteti Cezanne későbbi munkáitól, amelyek zsúfoltabbak.
A képen megfigyelhető Cezanne-ak az az ábrázolási újítása, amelyet élete során folyamatosan fejlesztett és amely megnyitotta az utat a kubizmus előtt, vagyis egyes tárgyak úgy tűnnek a képen, mintha nem ugyanabból a látószögből festette volna meg őket a művész.
A festmény 1929-ben, Paul Cézanne feleségének gyűjteményéből került a Louvre-ba, ahol 1947-ig volt látható. Akkor átszállították a Jeu de Paume-ba. 1986 óta a Musée d’Orsay kollekciójának része.